# Рекешдія (комуна)
Рекешдія (рум. Răcășdia) — комуна у повіті Караш-Северін в Румунії. До складу комуни входять такі села (дані про населення за 2002 рік):
- Вреніуц (443 особи)
- Рекешдія (1737 осіб)

Комуна розташована на відстані 358 км на захід від Бухареста, 39 км на південний захід від Решиці, 90 км на південь від Тімішоари.

## Населення
За даними перепису населення 2002 року у комуні проживали 2180 осіб.
Національний склад населення комуни:
| Національність | Кількість осіб | Відсоток |
| -------------- | -------------- | -------- |
| румуни         | 1732           | 79,4%    |
| цигани         | 418            | 19,2%    |
| угорці         | 14             | 0,6%     |
| німці          | 7              | 0,3%     |
| українці       | 3              | 0,1%     |
| серби          | 3              | 0,1%     |
| чанго          | 2              | 0,1%     |

Рідною мовою назвали:
| Мова       | Кількість осіб | Відсоток |
| ---------- | -------------- | -------- |
| румунська  | 1743           | 80,0%    |
| циганська  | 417            | 19,1%    |
| угорська   | 12             | 0,6%     |
| німецька   | 3              | 0,1%     |
| сербська   | 3              | 0,1%     |
| українська | 2              | 0,1%     |

Склад населення комуни за віросповіданням:
| Релігія        | Кількість осіб | Відсоток |
| -------------- | -------------- | -------- |
| православні    | 1943           | 89,1%    |
| баптисти       | 136            | 6,2%     |
| п'ятдесятники  | 34             | 1,6%     |
| римо-католики  | 21             | 1,0%     |
| не релігійні   | 21             | 1,0%     |
| реформати      | 9              | 0,4%     |
| адвентисти     | 6              | 0,3%     |
| греко-католики | 5              | 0,2%     |
| атеїсти        | 1              | < 0,1%   |